# Trollius pumilus
Trollius pumilus är en ranunkelväxtart som beskrevs av David Don. Trollius pumilus ingår i släktet smörbollssläktet, och familjen ranunkelväxter.

## Underarter
Arten delas in i följande underarter:
- T. p. bhotanicus
- T. p. foliosus
- T. p. tanguticus
- T. p. tehkehensis

## Bildgalleri

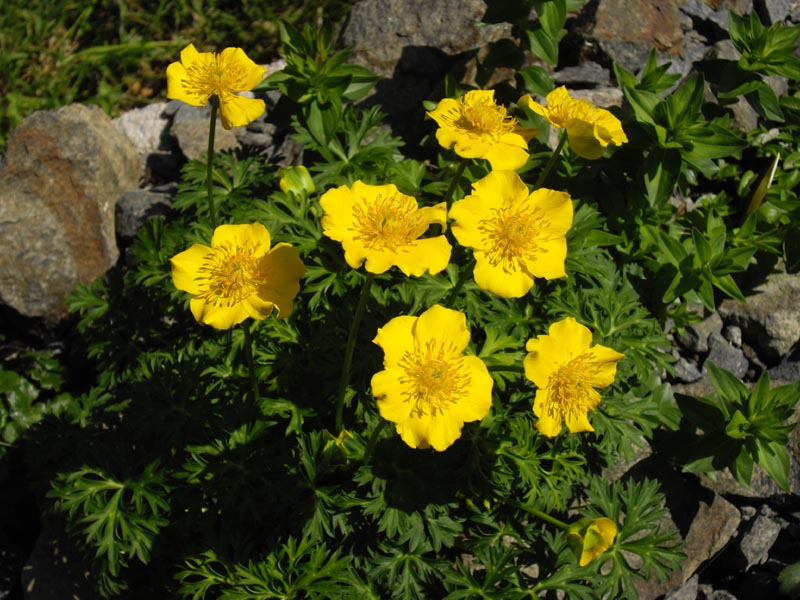
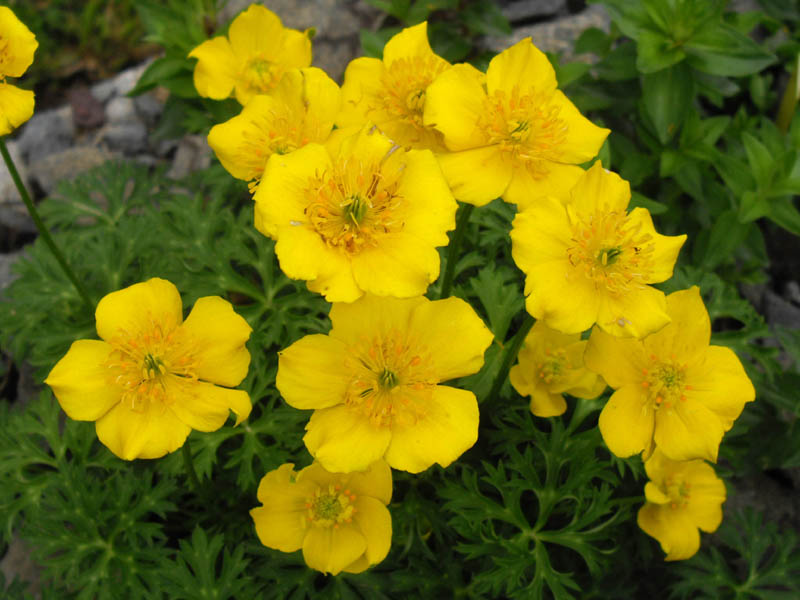
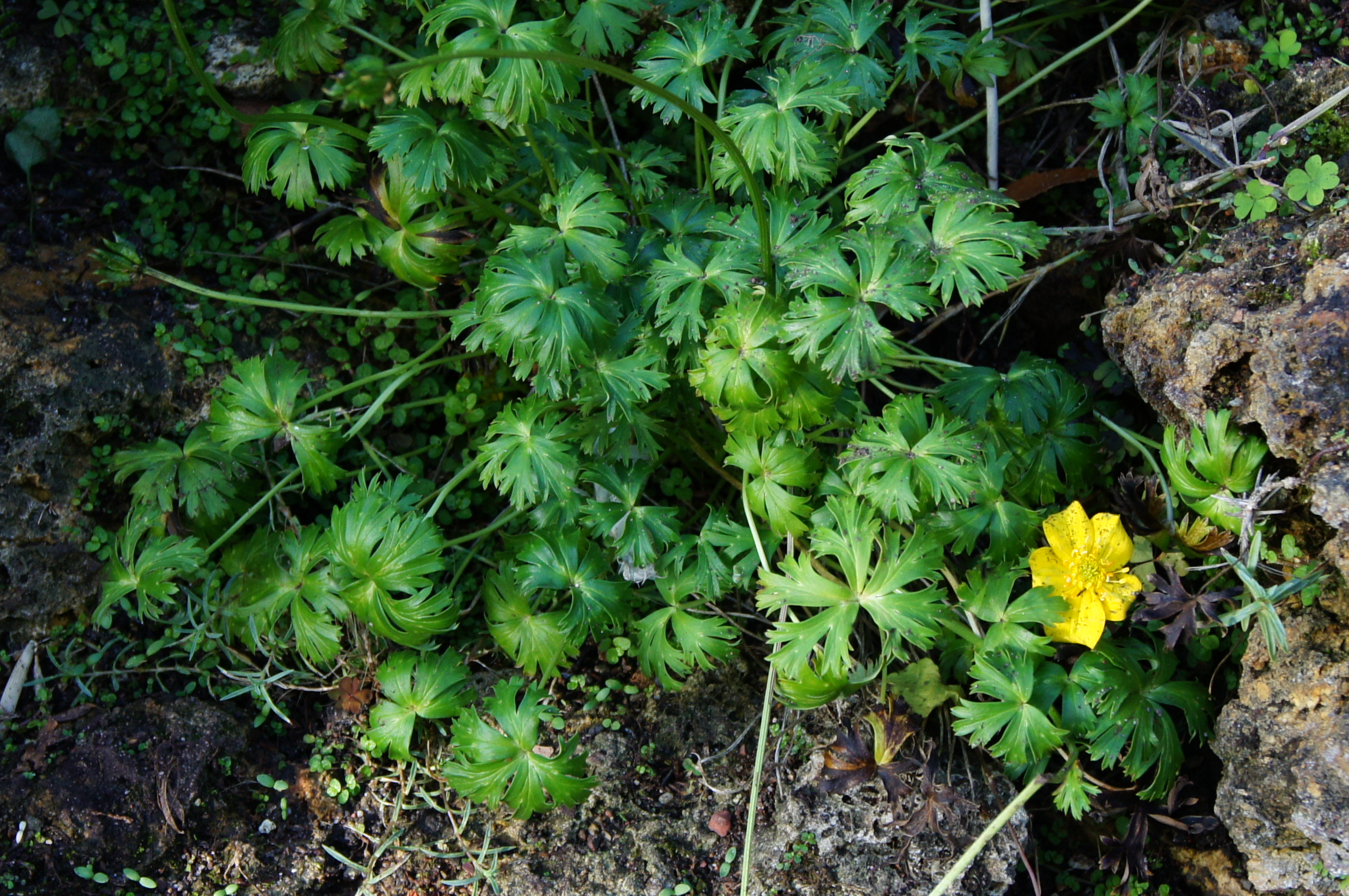